# Allan Stig Rasmussen
Allan Stig Rasmussen (* 20. November 1983 in Aarhus) ist ein dänischer Schachspieler.
Die dänische Meisterschaft konnte er viermal gewinnen: 2010, 2011, 2014 und 2019. Er spielte für Dänemark bei fünf Schacholympiaden: 2008 bis 2016. Außerdem nahm er viermal an den europäischen Mannschaftsmeisterschaften (2009 bis 2013, 2017) teil.
Dänischer Mannschaftsmeister wurde er mit dem Jetsmark Skakklub in den Saisons 2010/11 und 2011/12 sowie mit Philidor 2015/16. In der schwedischen Elitserien spielte er für den Eksjö SK. In Deutschland spielte er in der Bundesliga für den Hamburger SK (2009/10 bis 2011/12) und die SG Turm Kiel (2018/19), er hat in Deutschland außerdem für den Preetzer TSV gespielt.
Im Jahr 2008 wurde er Internationaler Meister, seit 2009 trägt er den Titel Großmeister.
| Hier fehlt eine Grafik, die leider im Moment aus technischen Gründen nicht angezeigt werden kann. Wir arbeiten daran! |